# Прозерпина (пьеса)

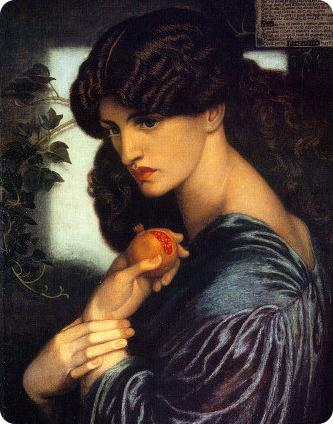
«Прозерпина» Данте Габриэля Россетти (1874)

«Прозерпина» (англ. Proserpine) — детская драма в стихах английских романтических писателей и супругов Мэри Шелли и Перси Биша Шелли. Мэри написала бо́льшую часть пьесы белыми стихами, к которым Перси добавил два лирических стихотворения. Сочинена в 1820 году, когда Шелли жили в Италии. Часто считается парой к пьесе «Мидас» тех же авторов. Впервые опубликована в 1832 году в лондонском издании «The Winter’s Wreath». Ещё обсуждается вопрос о том, была ли пьеса предназначена на постановку.
Драма основана на рассказе Овидия о похищении Прозерпины Плутоном, который в свою очередь опирается на древнегреческий миф о Деметре и Персефоне. Версия Мэри Шелли сосредотачивается на женских персонажах. Пересказывая миф феминистским образом с точки зрения Цереры, Шелли подчёркивает тяжесть разлуки между матерью и дочерью и силу, обеспеченную сообществом женщин. Церера символизирует жизнь и любовь, а Плутон — смерть и насилие. В жанрах текста отражаются гендерные характеристики девятнадцатого века. Лирика, сочинённая Перси, является жанром, в котором традиционно доминировали мужчины, а драма, написанная Мэри, содержит элементы, часто встречающиеся в женской прозе того времени — подробности повседневной жизни и симпатический диалог.
Хотя «Прозерпина» часто пренебрегалась критиками, она является частью женской литературной традиции, использующей рассказ о Церере и Прозерпине, чтобы, по словам критика Сюзан Губар, «вновь определить, подтвердить и отпраздновать само женское сознание».